# فانسان جوف
فانسان جوف (بالفرنسية: Vincent Jouve)‏ أكاديمي فرنسي. أستاذ الأدب الفرنسي في جامعة ريمس شامبين-أردين. له أبحاث في النظرية الأدبية ونظرية القراءة والأدب الفرنسي في القرن العشرين.
يعتبر أحد أبرز الدارسين المعاصرين في المشهد النقدي والأدبي في فرنسا، فهو يسعى من خلال دراساته ذات الطابع التقريبي والمنهجي إلى توضيح المفاهيم المجردة وإخضاعها إلى منطق التطبيق. وقد انعكس ذلك في مجمل مؤلفاته.

## أعماله
- 1986: الأدب من منظور رولان بارت
- 1992: الأثر، الشخصية في الرواية
- 1993: القراءة
- 1998: شعرية الرواية
- 2001: شعرية القيم